# Chthonius karamanianus
Chthonius karamanianus är en spindeldjursart som beskrevs av Hadzi 1937. Chthonius karamanianus ingår i släktet Chthonius och familjen käkklokrypare. Inga underarter finns listade i Catalogue of Life.